# 슈라 (음악가)
슈라(Shura, 1991년 2월 1일 ~ )는 잉글랜드의 싱어송라이터이다.

## 음반 목록
- Nothing's Real (2016)
- Forevher (2019)